# هيلين ماتشادو
هيلين ماتشادو (بالإنجليزية: Helene Machado)‏ هي لاعب كرة قاعدة أمريكية، ولدت في 17 أبريل 1926، وتوفيت في 13 فبراير 2019.